# 安里镇
安里镇，是中华人民共和国陕西省渭南市澄城县下辖的一个乡镇级行政单位。
2013年，陕西省民政厅批复同意撤销安里乡，设立安里镇。

## 行政区划
安里镇下辖以下地区：
安里村、义南村、张卓村、三门村、义合村、程家洼村、义井村、柳泉垣村、南尧村、义井庄村、石家庄村、西富庄村、段庄村、翟卓村、翟家庄村、高槐村、效城堡村、光禄村、东富庄村和刘卓村。